# Wiśniew (powiat Siedlecki)
Wiśniew is een dorp in de Poolse woiwodschap Mazovië. De plaats maakt deel uit van de gemeente Wiśniew en telt 870 inwoners.

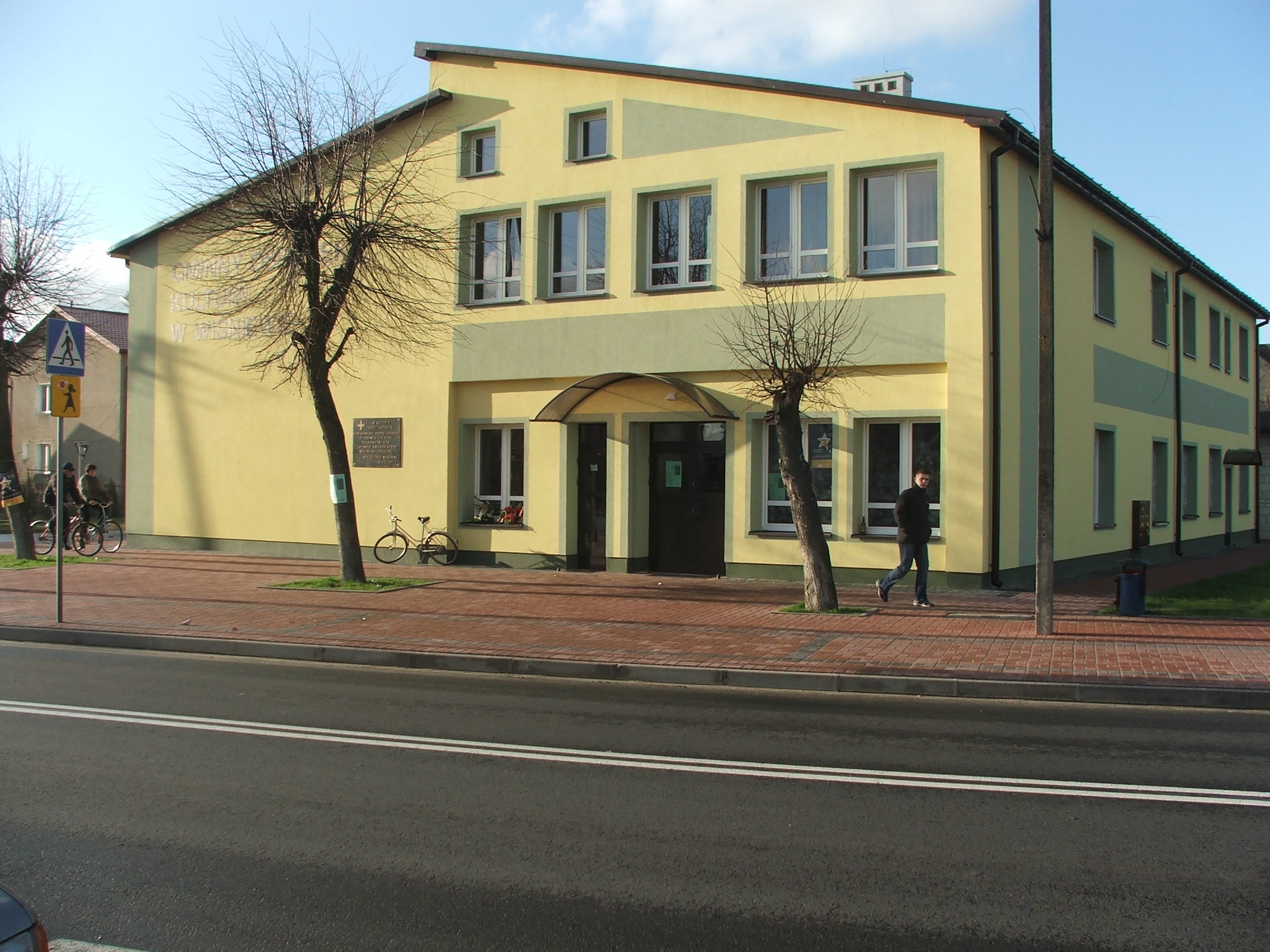
Cultureel centrum
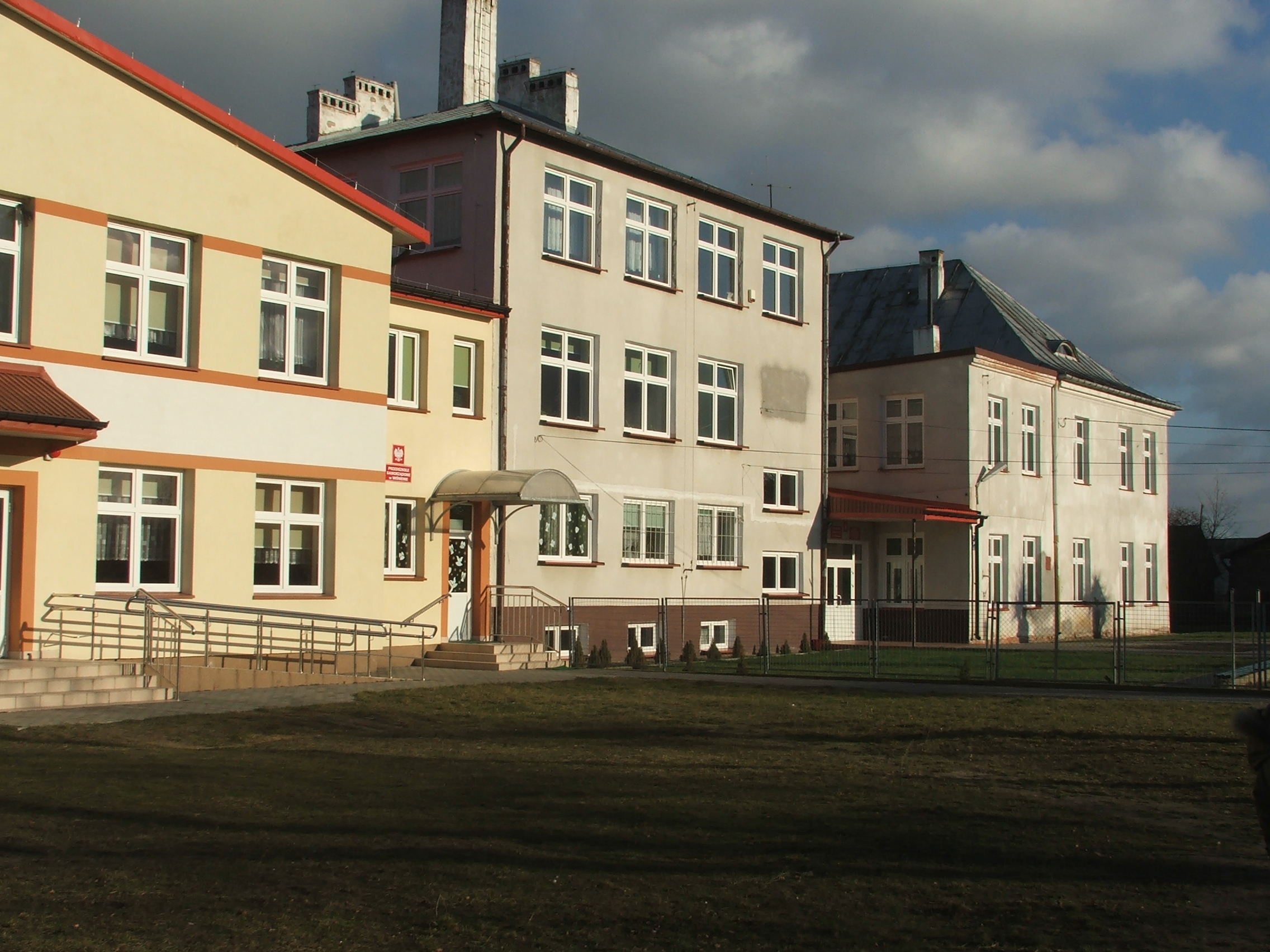
School in Wiśniew